# Seekirchen am Wallersee
Seekirchen am Wallersee (jednoduše Seekirchen) je obec v okrese Salcburk-okolí ve spolkové zemi Salcbursko, Rakousko. Má přibližně 11 tisíc obyvatel a rozlohu 50,3 km².

## Geografie
Seekirchen je součástí soudního okresu Neumarkt bei Salzburg. Sousední obce jsou Anthering, Elixhausen, Eugendorf, Hallwang, Henndorf am Wallersee, Köstendorf, Mattsee, Obertrum am See a Schleedorf.
Město se nachází 15 km od Salcburku.